# Seid Ahmed Bekir
Seid Ahmet Bekir (de cele mai multe ori transcris în limba română sub forma: Seid Ahmet Bechir) a fost un lider spiritual al tătarilor din România, imam, Muftiul comunității musulmane din județul Constanța. A servit ca muftiu în perioada 1895-1901 fiind precedat de Bekir Arif și succedat de Hússein Ali Avmi.